# 아이디어 포켓
아이디어 포켓(일본어: アイデアポケット)은 일본의 포르노 제작사이다. 2002년 설립된. 일본 AV 업계의 3대 기획사인 CA (구 호쿠토) 계열의 레이블이다.

## 주요 배우
- 아마미 츠바사
- 모모노기 카나
- 사쿠라 모모
- 카에데 카렌
- 아이자와 미나미
- 니시미야 유메
- 아카리 츠무기
- 유즈키 코코나
- 하츠네 미노리
- 미사키 나나미
- 키지마 아이리
- 호시미 리카